# Pornic
Pornic è un comune francese di 14 413 abitanti situato nel dipartimento della Loira Atlantica nella regione dei Paesi della Loira. Possiede un porto peschereccio e un forte trecentesco in discreto stato di manutenzione.

## Società

### Evoluzione demografica
Abitanti censiti